# 蓋邁恩德阿爾佩山

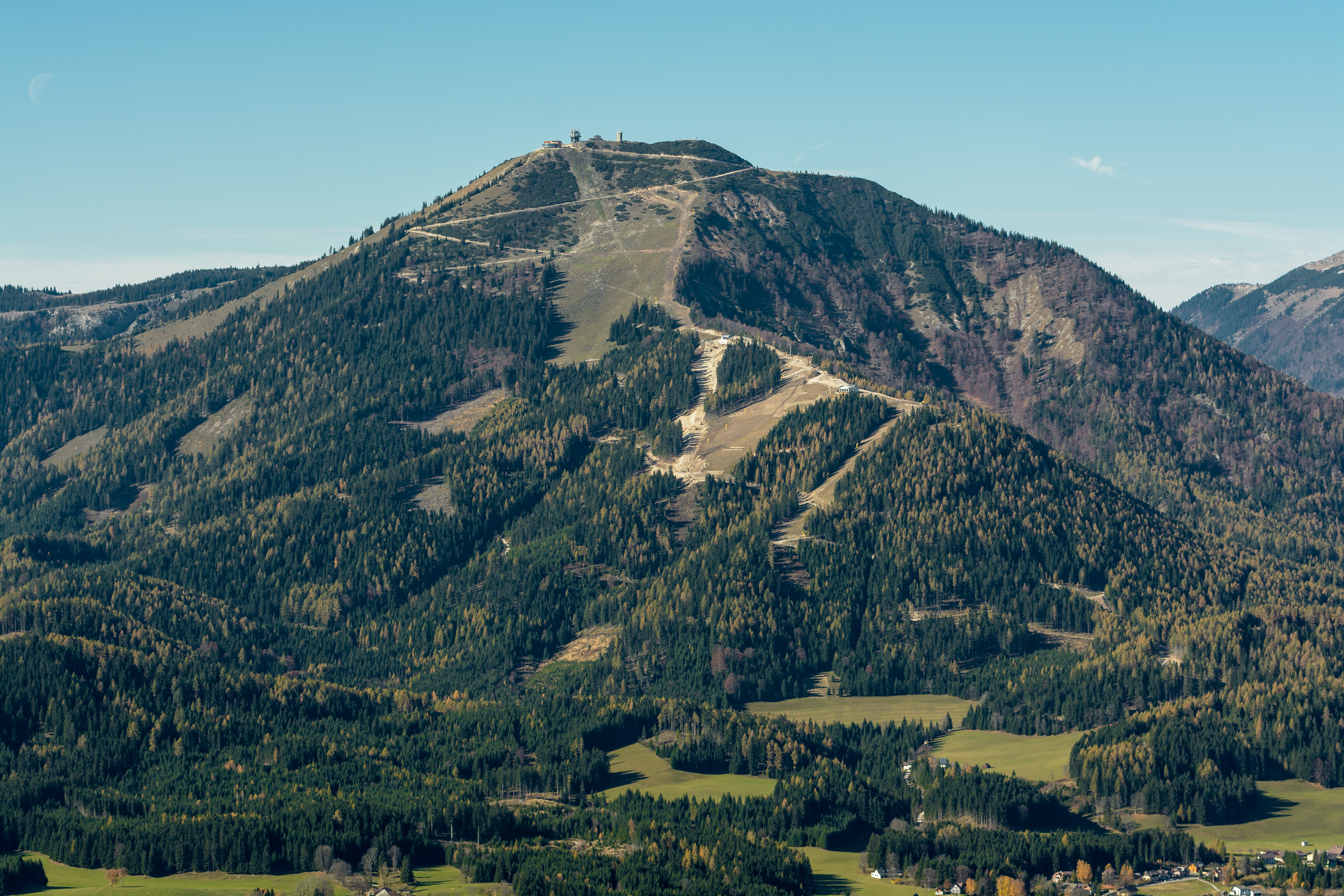

47°48′47″N 15°14′56″E / 47.81306°N 15.24889°E
蓋邁恩德阿爾佩山（德語：Gemeindealpe），是奧地利的山峰，位於該國東北部，由下奧地利州負責管轄，屬於伊布斯阿爾卑斯山脈的一部分，距離厄徹山6公里，海拔高度1,626米，每年平均降雨量1,594毫米。